# William Lee Hankey
William Lee Hankey (1869–1952) est un peintre, graveur et illustrateur de livres britannique. Il s'est spécialisé dans les paysages, les études de personnages et les portraits de la vie pastorale, en particulier dans les études de mères de jeunes enfants comme Nous avons été dans les prés toute la journée.

## Biographie

### Enfance et formation
William Lee Hankey naît le 28 mars 1869 à Chester et travaille comme designer après avoir quitté l'école. Il étudie l'art le soir à la Chester School of Art (aujourd'hui le département d'art et de design de l'Université de Chester), puis au Royal College of Art. Plus tard à Paris, il est influencé par le travail de Jules Bastien-Lepage, qui privilégie également les scènes rustiques représentées dans un style réaliste mais sentimental.

### Famille
En 1896, William Lee Hankey épouse, en premières noces, une autre artiste, Mabel Emily Hobson, plus tard connue sous le nom de Mabel Lee Hankey ou Mabel Emily Hankey. Leur mariage dure 21 ans. Il épouse, en secondes noces, Edith Mary Garner, peintre britannique.

### Carrière professionnelle
William Lee Hankey expose pour la première fois à la Royal Academy en 1896 et est président du London Sketch Club de 1902 à 1904. Il séjourne en France au début des années 1900, peignant plusieurs de ses œuvres en Bretagne et en Normandie, où il dépeint un mode de vie paysan qui disparaissait déjà en Angleterre. De 1904 jusqu'à bien après la Première Guerre mondiale, il fait partie de l'école des peintres d'Étaples qui séjourne à l'hôtel Ioos d'Étaples.

### Mort
William Lee Hankey meurt, le 10 février 1952, à Londres.

## Hommage
Pour rendre hommage à William Lee Hankey, la municipalité d'Étaples a donné son nom à une impasse :  impasse William Lee Hankey. Un hommage est également rendu à sa seconde épouse, Édith Mary Garner, la municipalité a également donné son nom à une rue : rue Edith Mary Garner.

## Son œuvre
AL Baldry, dans le studio (Vol. XXXVI, no 154, janvier 1906), commente : « William Lee Hankey est dans ses aquarelles un puriste absolu ; il peint entièrement avec des pigments transparents, et n'a jamais recours à des couleurs opaques ; son pinceau est large et confiant, libre, d'une part, par l'affectation d'une habileté voyante, et, d'autre part, par la minutie ou la sur-élaboration ; et il n'insiste pas, comme c'est la mode avec de nombreux peintres actuels, sur la bassesse du ton ». Ses peintures françaises incluent des paysages terrestres et marins tels que The Harbour at Étaples et la vue lointaine de la ville à Auckland Art Gallery  et des études de figures comme Mother and Child  et The Goose Girl .
Mais ce sont les gravures en noir et blanc et en couleurs de Hankey des habitants d'Étaples, plusieurs développées à partir de ces peintures, qui lui ont valu la réputation d'être l'un des plus doués des graveurs figuratifs travaillant en pointe sèche originale au cours des trente premières années du XXe siècle. Les réfugiés, sa contribution à la sensibilisation aux conséquences pour les gens ordinaires de l'invasion allemande de la France et de la Belgique en 1914, est particulièrement frappante par sa présentation stylistique. Il a ensuite servi avec les Artists' Rifles de 1915 à 1918.
En Grande-Bretagne, il est associé à la Newlyn School, un groupe d'artistes anglais basés dans le village de Cornwall, eux-mêmes influencés par des poètes romantiques tels que Wordsworth et Keats.

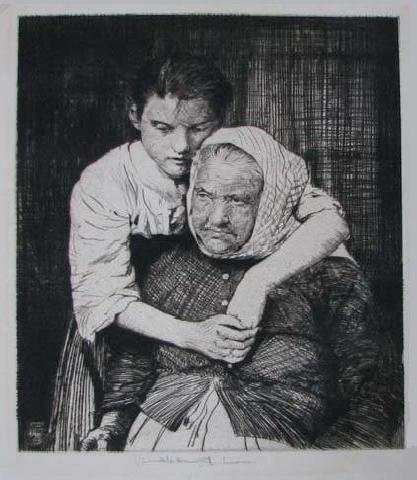
Femme de marin à Étaples.
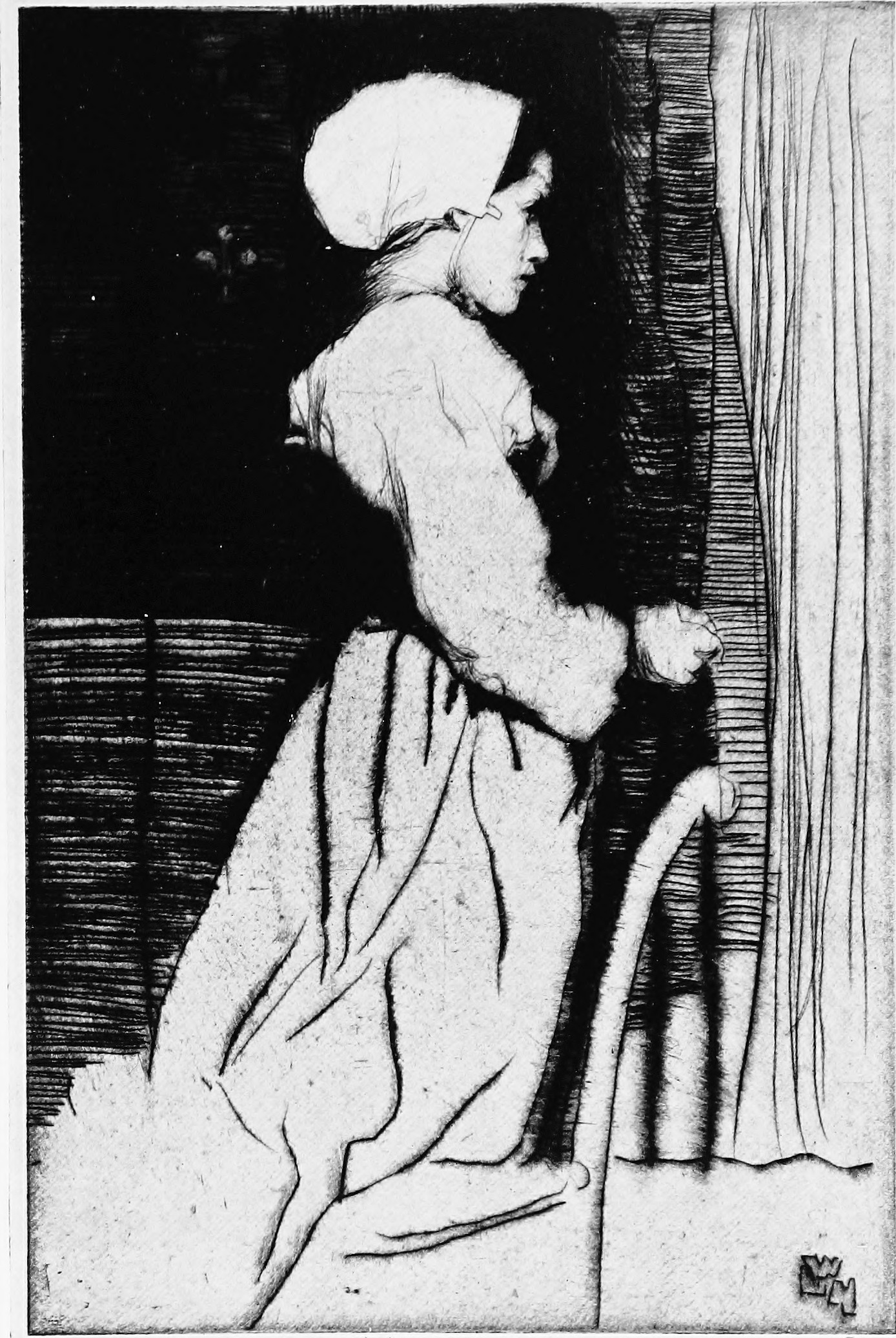
La prière (1913).

## Œuvres dans les collections publiques
- Étaples, musée Quentovic d'Étaples :  
  - La Dame en noire, huile sur toile[12]
  - Le Marchand de poisson d'Étaples, vers 1910, huile sur toile, l'artiste a écrit sur le tableau : Léon Dachicourt[13]
  - Construction du pont-route, huile sur toile[14]
  - Paysage ou the avenue Etaples, aquarelle sur papier[15]
- Collection du département du Pas-de-Calais[16] : 
  - Jeannette of the Market dit aussi Scène de marché à Étaples, eau-forte et pointe sèche sur papier, 23 × 23 cm
  - The Bargain, dit aussi, Two Women ou Place du marché à Étaples-sur-Mer, aquarelle sur papier